# Pterostemonaceae
Classification APG II (2003)
Famille
Classification APG III (2009)
La famille des Ptérostémonacées regroupe des plantes dicotylédones. Selon Watson & Dallwitz elle comprend 3 espèces du genre Pterostemon.
Ce sont des arbustes très touffus, résineux, à feuilles alternes, velues à la face inférieure, des régions subtropicales à tropicales, originaires du Mexique.

## Étymologie
Le nom vient du genre type Pterostemon, issu du grec πτέρης / pteris, « aile ; fougère », et de στεμον / stemon, étamine.

## Classification
En classification phylogénétique APG II (2003), cette famille est optionnelle : ces plantes peuvent être incluses dans les Iteaceae.
En classification phylogénétique APG III (2009) cette famille est invalide ; le genre Pterostemon est incorporé dans la famille Iteaceae.